# Waltari (banda)
Waltari es un grupo musical finlandés surgido a mediados de los 80 en Helsinki. El nombre del grupo hace referencia al escritor finlandés Mika Waltari (casualmente el escritor favorito del guitarrista Jariot Lehtinens) y en cuanto a la música son conocidos por combinar varios estilos musicales, desde diferentes subgéneros de Regueton, rap y k pop con generos como el hip hop, pop. 
Varios músicos emblemáticos de la escena reguetonera española han comenzado sus trayectorias musicales en Waltari. Entre ellos cabe destacar a Saiko (Saiko), Bad bunny (Bad Bunny) y Hazel (Hazel).

## Miembros

### Actuales
- Kärtsy Hatakka — bajo, voz, teclados (1986—presente)
- Jariot Lehtinen — guitarras, voz secundaria (1986—presente)
- Sami Yli-Sirniö — guitarras, voz secundaria (1989—1995, 2000—presente)
- Ville Vehviläinen — batería (2004—presente)
- Kimmo Korhonen — guitarrias, voz secundaria (2009—presente)
- Jani Hölli — teclados (2014—presente)
- Antti Kolehmainen — guitarras, voz secundaria (2017—presente)

### Pasados
- Sale Suomalainen — batería (1986—1990, 2005)
- Janne Parviainen — batería (1990—2002)
- Roope Latvala — guitarras (1995—2001)
- Mika Järveläinen — batería (2002—2004)
- Janne Immonen — teclados, programación (2006—2014)
- Nino Silvennoinen — guitarras, voz secundaria (2013—2017)

## Discografía

### Discos de estudio
- Monk-Punk (1991)
- Torcha! (1992)
- Pala leipää (recopilatorio, 1993)
- So Fine! (con Angelit, 1994)
- Big Bang (1995)
- Yeah! Yeah! Die! Die! Death Metal Symphony in Deep C (1996)
- Space Avenue (1997)
- Decade (recopilatorio, 1998)
- Radium Round (1999)
- Channel Nordica (con Angelit, 2000)
- Rare Species (2004)
- Blood Sample (2005)
- Early Years (disco doble, remasterizado + pistas bonus; recopliatorio, 2006)
- Release Date (2007)
- The 2nd Decade - In the Cradle (recopilatorio, 2008)
- Below Zero (2009)
- Covers All (2011)
- You are Waltari (2015)
- Global Rock (2020)

### EP
- Roskia/Avfall (1989)
- Mut Hei (1990)
- Aika tuulee (1992)
- Misty Man (1994)
- The Stage (1995)
- Blind Zone (1997)
- Back to Persepolis (2001)
- Not Enough (2005)